# Ligne de Beauvais à Gisors-Embranchement
La ligne de Beauvais à Gisors-Embranchement est une ligne de chemin de fer du réseau ferré français à écartement standard. Elle reliait Beauvais à Gisors à travers les départements de l'Oise et de l'Eure et des régions Picardie et Haute-Normandie.
Elle constitue la ligne n°332 000 du réseau ferré national.

## Histoire
Le tronçon de Goincourt à Gisors constitue en réalité un embranchement de la ligne préexistante de Beauvais à Gournay - Ferrières, ouverte en août 1870. Elle est concédée à la Compagnie des chemins de fer du Nord le 28 mars 1870 par une convention signée entre le Conseil Général de l'Oise et la Compagnie. Elle est déclarée d'utilité publique, à titre d'intérêt local, par un décret le 6 juin 1872 qui approuve la convention de concession. Peu intéressée d'exploiter directement les chemins de fer d'intérêt local, la Compagnie du Nord rétrocède les lignes de l'Oise à la Compagnie du Chemin de fer d'Orléans à Rouen en 1873. elle est ouverte au trafic le 3 juillet 1875. Dès l'année suivante, elle est récupérée par la Compagnie des chemins de fer du Nord par convention du 16 novembre 1876, applicable le 1er décembre suivant. La ligne est reclassée dans le réseau d'intérêt général par une loi le 20 novembre 1883. Le 27 octobre 1886, un accès indépendant de la ligne du Tréport est aménagé au nord de la gare de Beauvais.
Dans les années 1900, la desserte voyageurs est assurée par cinq omnibus, plus cinq autres reliant Beauvais à Gournay - Ferrières, le tronçon commun de Beauvais à Goincourt étant en conséquence desservi par dix trains par jour et par sens. La traction en est assurée par le dépôt de Beauvais, qui engage des locomotives  030 3.200, 040 4.000, 032T 3.021/3.075 et même des 023T Engerth, qui sont plus tard transformées en 021 à tender séparé 2.401/2.436. Le 1er janvier 1906, un raccordement direct est ouvert à Gisors en direction de la ligne de Gisors-Embranchement à Pont-de-l'Arche, permettant des relations vers la vallée de la Seine.
Durant la Première Guerre mondiale, le trafic de voyageurs se limite à deux allers-retours quotidiens, tandis que la ligne est mise à double voie pour les besoins de l'autorité militaire, afin de faciliter la circulation des trains vers la gare régulatrice de Marissel, située à l'est de Beauvais, à l'arrière du front de Picardie. Ces travaux sont toutefois encore en cours lors de la signature de l'Armistice.
Durant l'entre-deux-guerres, le trafic de voyageurs est composé par trois trains omnibus de Beauvais à Gisors et retour, plus un train de Beauvais à La Bosse le samedi. La traction est assurée par des 230 3.000, 3.500 et 3.1600 (anciennes P8 prussiennes), des 040 4.100 et 4.300 (types G7.2 et G8.1 prussien), des 140 4.1300 Baldwin... Le 6 mars 1939, le service est supprimé pour laisser place au transport routier.
En 1940, la gare de Beauvais est gravement endommagée par les bombardements allemands, mais dès le 1er septembre, un train mixte circulaire est remis en route, suivant un parcours à sens unique de Gisors à Beauvais (pont Saint-Jean) puis à Gournay - Ferrières. Le 6 octobre 1940, la remise en état du pont Saint-Jean permet aux trains d'accéder à nouveau à la gare de Beauvais. Au printemps 1941, un aller-retour mixte est remis en circulation de Beauvais à Gisors. Le 4 mai 1942, le trafic voyageurs est définitivement transféré sur route. 
Le tronçon de La Bosse à Trie-Château est abandonné dès l'après-guerre, puis déclassé le 12 novembre 1954. Les deux tronçons qui subsistent voient encore circuler des convois de marchandises, tractés par des locomotives 230-A, 040 D, ou 140 G, avec pour ces dernières des charges admissibles de 410 à 1170 tonnes en fonction de la déclivité des tronçons empruntés. En 1958, la traction vapeur cède la place à la traction diesel, à l'aide de BB 63000.
Ce trafic sur les tronçons de Trie-Château à Gisors et d'Auneuil à La Bosse cesse le 1er février 1971, et ils sont finalement déclassés le 23 juillet 1973, tandis que ce dernier tronçon est déferré en 1980. Au cours des années 1980, les établissements de la zone industrielle d'Auneuil fournissent un certain trafic de marchandises sur la section subsistante de la ligne : tuilerie, fabrique de carrelages, d'emballages et de plaques de plâtre, etc. Le 15 avril 2010, le conseil d'administration de Réseau ferré de France décide de la fermeture à tous trafics du tronçon de Rainvillers à Auneuil (soit du PK 6,290 au PK 12,300). Puis en février 2013, c'est au tour du tronçon de Beauvais à Rainvillers (PK 1,848 au PK 6,290) de fermer également, mettant fin à toute circulation ferroviaire sur l'ensemble de la ligne.

## Tracé
La ligne naît à Beauvais, chef-lieu du département de l'Oise. Elle se débranche de la ligne d'Épinay - Villetaneuse au Tréport - Mers à environ un kilomètre de la gare de Beauvais et se dirige vers le sud-ouest jusqu'au poste de Mont-Guillain, peu après Goincourt. Ici se débranche la ligne de Goincourt à Gournay - Ferrières. La ligne de Gisors se poursuit en rampe de 15 pour mille jusqu'à Auneuil, puis de 18 ‰ afin de franchir l'escarpement du Vexin français. Elle emprunte alors le tunnel du Croquet long de 1098 m, l'un des plus longs du réseau Nord, où la rampe s'abaisse à 12 ‰. Elle redescend alors en pente de 15 ‰ en suivant, à distance, la vallée de l'Aunette. Parvenu à Trie-Château, le tracé suit en contrebas et à distance celui de la ligne de Saint-Denis à Dieppe, avant de la rejoindre à l'entrée de la gare de Gisors-Embranchement. Peu avant, une jonction directe la met en relation avec la ligne de Gisors-Embranchement à Pont-de-l'Arche.

## Vestiges

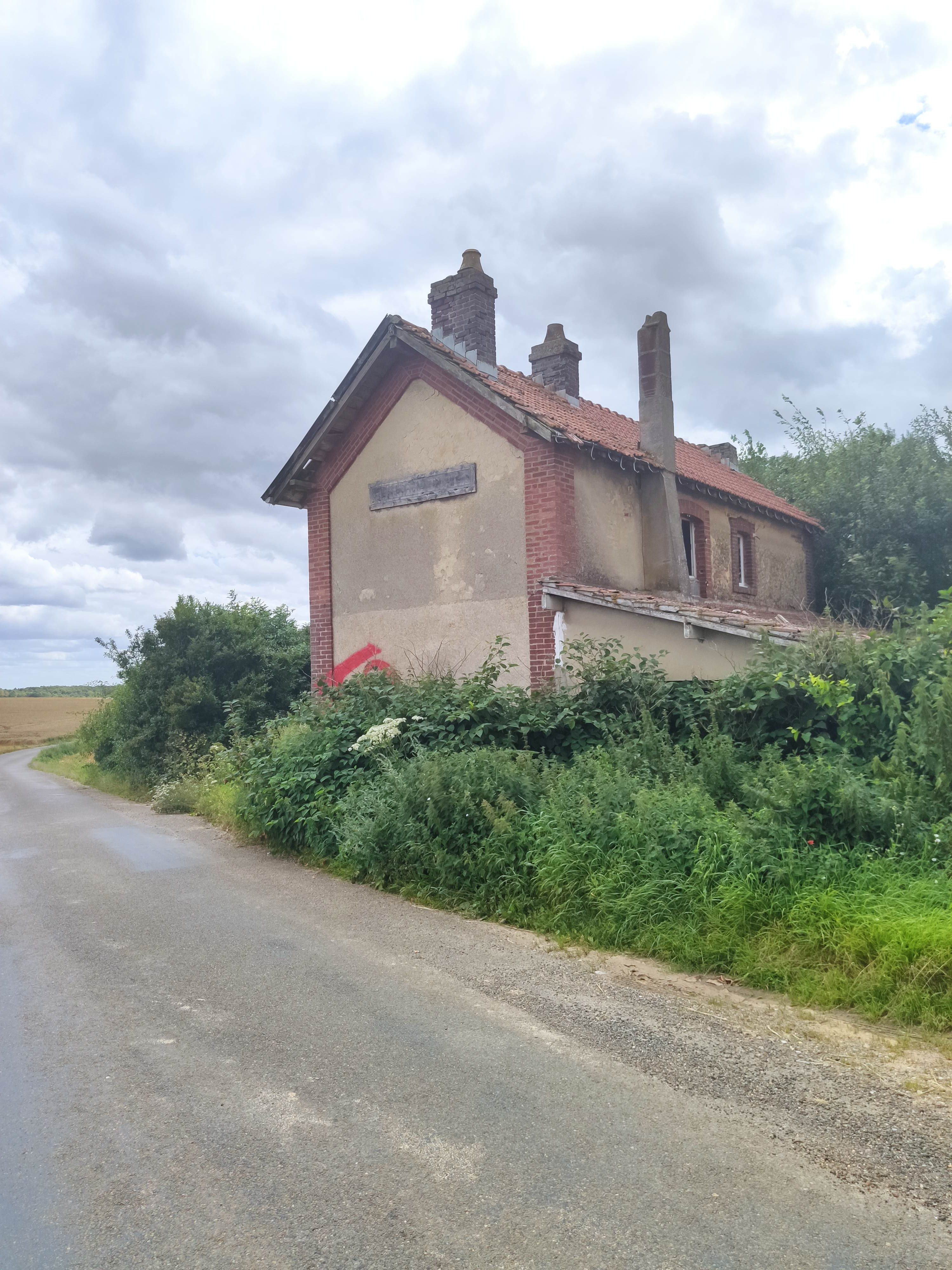
La gare de Boutencourt, transformée en habitation puis abandonnée.

Sur le tronçon de La Bosse à Trie-Château, abandonné dès les années 1950, la plateforme a presque totalement disparu, seules quelques haies et les bâtiments d'anciennes haltes ou passages à niveau rappellent encore l'existence de l'ancienne ligne. Entre Gisors et Trie-Château, quelques portions subsistantes de la plateforme sont encore reconnaissables. D'Auneuil à La Bosse, à côté de vestiges de ponts dans le bois, le vestige le plus marquant est constitué par le tunnel du Croquet, toujours existant et accessible à pied durant les années 2010. Enfin de Beauvais à Auneuil, la ligne est toujours en place avec sa voie et sa signalisation au début des années 2010, mais elle est totalement à l'abandon, la plateforme étant par ailleurs interrompue par certains passages routiers ainsi que dans l'enceinte de l'usine Lafarge d'Auneuil.Le tronçon entre Auneuil et Rainvillers est aménagé comme segment de la Trans'Oise et inauguré le 31 août 2020.